# Paul Marcoy
Laurent de Saint-Cricq alias Paul Marcoy, né le 22 octobre 1815 à Bordeaux où il est mort le 6 novembre 1887, est un peintre et explorateur français. 

## Biographie
Marcoy voyage aux Antilles de 1831 à 1834. En 1840, il gagne le Pérou où il va demeurer jusqu'en 1847. Il y mène alors de nombreuses expéditions du Pacifique à l'Atlantique, descend le Santa Ana et l'Urubamba et décrit durant ses périples les indiens Conibos, Sipibos et Sensis. Il récolte des arbres à quinquina, voit le lac Titicaca, explore les îles de Pariti et du Titicaca et visite les ruines incas de Tiahuanaco. 
Il descend l'Amazone, atteint Iquitos et Pebas où il rencontre Francis de Laporte de Castelnau avec qui il continue le voyage avant de se brouiller avec lui. Il passe Manaus et le rio Negro qu'il décrit longuement et entre à Belém. En 1860, il revient en France avec une importante collection scientifique de botanique, de zoologie et, entre autres, de minéralogie qu'il expose dans Le Tour du monde et la Revue contemporaine de 1862 à 1867.
Devenu directeur des jardins et squares de Bordeaux, on lui doit encore une carte itinéraire de sa traversée de l'Amérique du Sud (1869) où il décrit le système des lacs et canaux du rio Japura. 
Jules Verne utilise ses récits publiés dans Le Tour du monde Pour toutes les descriptions du trajet de la Jangada dans son roman éponyme.

## Publications
Il publie ses récits sous les pseudonymes de Paul Marcoy et de Paul de Carmoy, le premier étant plus répandu que le second.
- 1858-1861 : Scènes et paysages dans les Andes
- 1869 : Voyage à travers l'Amérique du Sud
- 1870-1872 : Voyage dans les vallées de quinquinas (Tour du monde)
- 1877 : Voyage dans la région du Titicaca (Tour du monde)